# Болотные луга

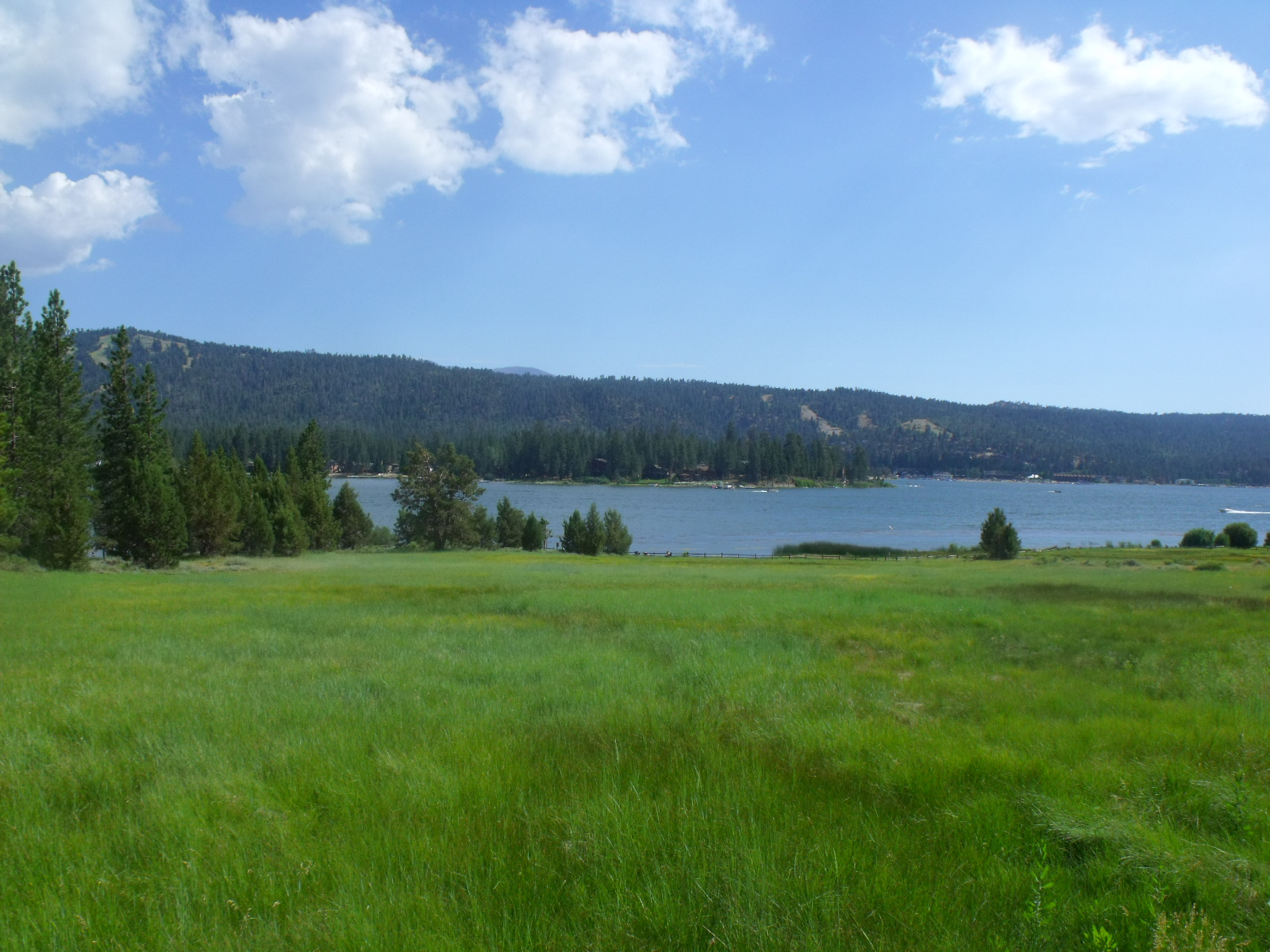
Болотные луга в Сан-Бернардино, Калифорния, США

Болотные луга (англ. Wet meadow) — вид влажных почв, которые насыщены водой в течение части или всего вегетационного периода. Ведутся споры о том, является ли влажный луг разновидностью болота или совершенно отдельным типом водно-болотных угодий. Прерии и влажные саванны гидрологически похожи и являются болотными лугами. Болотные луга могут возникать из-за ограниченного дренажа поступающего большого количества дождевой или талой воды. Они также могут встречаться в прибрежной зоне и на берегах больших озер.
В отличие от марши или болота, на влажном лугу нет стоячей воды, за исключением короткого периода во время ежегодного паводка. Вместо этого состояние почвы на влажном лугу колеблется между короткими периодами затопления и более длительными периодами насыщения. На влажных лугах часто встречается большое количество видов водно-болотных растений, которые часто выживают в засушливые периоды в виде заглублённых в почву семян, которые затем прорастают после затопления.
Влажные луга обычно не поддерживают водные виды жизни, такие как рыбы. Обычно они отличаются большим разнообразием видов растений и могут привлекать большое количество птиц, мелких млекопитающих и насекомых, включая бабочек.